# Kakuma
Kakuma è un centro abitato del Kenya situato nella contea di Turkana, nella Rift Valley.
Kakuma è sede del più grande campo profughi del mondo, adiacente alla città.
Il campo profughi di Kakuma si trova nella regione nord-occidentale del Kenya al confine tra Kenya e Sud Sudan ed è stato istituito nel 1992. È suddiviso in quattro sezioni: Kakuma 1, 2, 3 e 4 mentre  l’insediamento integrato di Kalobeyei comprende 3 villaggi: Villaggio 1, 2 e 3.
Il Campo profughi di Kakuma  è stato istituito nel 1992 in seguito all'arrivo dei "Lost Boys of Sudan". Durante quell'anno, grandi gruppi di etiopi sono fuggiti dal loro paese in seguito alla caduta del governo.
Sono fuggite numerose persone anche dalla Somalia, a seguito dei conflitti civili intestini e hanno trovato rifugio nel campo di Kakuma.
Il campo si trova alla periferia della città di Kakuma, che è il quartier generale del distretto di Turkana West della contea di Turkana.
Il campo di Kakuma e l'insediamento integrato di Kalobeyei avevano una popolazione di 196.666 rifugiati e richiedenti asilo registrati alla fine di luglio 2020.
Con un afflusso di nuovi arrivi nel 2014, Kakuma ha superato la sua capacità di oltre 58.000 persone, causando numerosissimi problemi di sovrappopolazione in varie sue sezioni e mancanza di servizi adeguati.
A seguito dei negoziati tra l'UNHCR, il governo nazionale, il governo della contea di Turkana e la comunità ospitante, è stato individuato un terreno per un nuovo insediamento a Kalobeyei, a 20 km dalla città di Kakuma.
Il termine "Kakuma", nella lingua locale Turkana, tradotto in inglese diventa Nowhere (non luogo).